# 苏伽特·米特拉
苏伽特·米特拉（Sugata Mitra，1952年2月12日—），印度教育家，是英国纽卡斯尔大学教育，交流和语言科学学院的一位教育技术教授。他因“墙中洞”项目而得名，在识字率和教育上，“墙中洞”项目被广泛应用。他是NIIT荣誉退休的首席科学家，也是2013年TED大奖的获得者。
由于在30年的研究中覆盖了广泛的学术领域，米特拉被伦敦大学赞誉为博学家。

## “墙中洞”项目
1999年“墙中洞”项目（Hole in the Wall）作为一个针对于孩子学习的实验第一次启动。实验起初，一台电脑被安放在德里Kalkaji贫民窟的一面墙亭里，孩子们可以免费使用这台电脑。 这个实验的目的是证明在没有任何正规训练情况下，孩子们可以通过电脑轻松地学习。苏伽特称这种学习为鑿壁上網（MIE）教育计划。 这个实验在多地实验，在印度郊区有40多个“墙中洞”项目。在2004年，柬埔寨也实行了这实验。 “墙中洞”项目的兴趣点包括教育、远程展示、自发组织体系、认知体系、自然科学和意识。
“墙中洞”实验项目在流行文化也留下了烙印。印度小說作家兼外交官維卡斯·史瓦盧普读了有关苏伽特实验报道后，有感而发，创作了小说处女作《Q&A》，随后改编为奧斯卡金像獎获奖電影《贫民窟的百万富翁》。

## 荣誉和奖项[3]
- 印度国家科学人才奖学金，1969-1978

## 参照
1. ↑  The Beginnings 的存檔，存档日期2007-10-13.
2. ↑  . （原始内容存档于2003-11-25）.
3. ↑  of Professor Sugata Mitra 的存檔，存档日期2016-03-04.